# 윤인조
윤인조(1980년 10월 21일 ~ )는 대한민국의 배우이다.

## 학력
- 국민대학교 연극영화학 학사

## 출연작

### 드라마
- 2008년 KBS2 주말연속극 《내사랑 금지옥엽》 - 서옥주 역
- 2008년 MBC 아침드라마 《하얀 거짓말》 - 서보영의 친구 김혜진 역
- 2009년 SBS 드라마스페셜 《미남이시네요》 - 수녀 역
- 2009년 MBC 일일연속극 《살맛 납니다》 - 신나라 역
- 2010년 SBS Plus 트렌디드라마 《키스 앤 더 시티》 - 홍채린 역
- 2013년 SBS 주말극장 《원더풀 마마》 - 체리 역
- 2013년 KBS2 단막극 《KBS 드라마 스페셜 - 내 낡은 지갑 속의 기억》 - 고등학교 선생님 역
- 2013년 KBS2 단막극 《KBS 드라마 스페셜 - 기묘한 동거》 - 304호 정양 역
- 2014년 KBS2 단막극 《KBS 드라마 스페셜 - 들었다 놨다》 - 목소리 출연
- 2014년 MBC 수목드라마 《앙큼한 돌싱녀》 - 인력사무실 직원 역
- 2014년 KBS2 단막극 《KBS 드라마 스페셜 - 내가 결혼하는 이유》 - 예식장 직원 역
- 2014년 tvN 월화드라마 《마녀의 연애》 - 혜미 역
- 2014년 KBS1 저녁일일극 《고양이는 있다》 - 최도희 역
- 2015년 KBS2 월화드라마 《블러드》 - 서 기자 역
- 2015년 MBC 수목드라마 《밤을 걷는 선비》 - 향순 역
- 2015년 JTBC 특별기획 《송곳》 - 송 부장 역
- 2016년 MBC 수목드라마 《한 번 더 해피엔딩》
- 2016년 KBS1 단막극 《반짝반짝 작은 별》
- 2016년 온스타일 웹드라마 《뷰티학개론》 - 로라킴 회장 역
- 2016년 tvN 금토드라마 《굿 와이프》 - 유흥업소 마담 역
- 2017년 KBS2 수목드라마 《7일의 왕비》 - 대비전 최상궁 역
- 2017년 SBS 특별기획  《언니는 살아있다》
- 2017년 KBS2 금토드라마 《최강 배달꾼》 - 손양아 역
- 2017년 KBS2 주말드라마 《황금빛 내 인생》
- 2017년 TV조선 일일시트콤 《너의 등짝에 스매싱》 - 장도연의 언니 역
- 2018년 KBS2 단막극 《반짝반짝 들리는》 - 라디오 DJ 역(특뱔출연)
- 2018년 MBC 토요드라마 《숨바꼭질》
- 2019년 JTBC 월화드라마 《으라차차 와이키키 2》 - 김 원장 역
- 2019년 KBS2 수목드라마 《닥터 프리즈너》 - 여자 교도관 역
- 2019년 KBS2 저녁일일드라마 《태양의 계절》 - 진정해 역
- 2019년 SBS 금토드라마 《의사 요한》 - 최승원의 부인 역
- 2019년 MBC 주말특별기획 《황금정원》 - 송 원장 역(특별출연)
- 2019년 SBS 월화드라마 《VIP》 - 인사팀 정인영 역
- 2019년 OCN 토일드라마 《모두의 거짓말》 - 남수미 역
- 2020년 채널A 금토드라마 《터치》 - 구마담 역
- 2020년 JTBC 금토드라마 《부부의 세계》 - 차도철의 아내 역
- 2021년 tvN 월화드라마 《하이클래스》 - 방영주 역
- 2022년 KBS2 일일드라마 《사랑의 꽈배기》 - 미정 역
- 2022년 tvN 월화드라마 《멘탈코치 제갈길》 - 모아름의 어머니 역
- 2023년 KBS2 월화드라마 《순정복서》 - 이영애 역
- 2023년 JTBC 토일드라마 《힘쎈여자 강남순》 - 민경 역
- 2024년 tvN 토일드라마 《감사합니다》 - 조 부장 역
- 2025년 SBS 금토드라마 《귀궁》 - 인선의 어머니 역 (특별출연)

### 영화
- 2015년 《고백》 - 임윤희 역
- 2017년 《희생부활자》 - 감금녀 역
- 2023년 《리바운드》 - 중학생 선수 2 어머니 역

### 연극
- 《칠수와 만수》(2007년)
- 《라이어 1탄》(2007년)
- 《쉬어매드니스》(2008년)
- 《민자씨의 황금시대》(2008년)
- 《여보 고마워》(2010년)